# Tahir Shah
Tahir Shah (en persa: طاهر شاه , en guyaratí: તાહિર શાહ), né Sayyid Tahir al-Hashimi (en árabe: سيد طاهر الهاشمي) (nacido el 16 de noviembre de 1966 en Londres) es un escritor, periodista y documentalista de origen anglo-afgano-indio. Vive en Casablanca, Marruecos.

## Orígenes de la familia y vida
Shah nació en el seno de una distinguida familia de Saadat (= plural de la forma en árabe de Sayyid) cuyo hogar ancestral estaba situado en Paghman, no muy lejos de Kabul.  Su bisabuelo paterno, Sayed Amjad Ali Shah, era el nawab the Sardhana, en el estado norteño de la India llamado Uttar Pradesh. El principado, que antes había sido gobernado por Begum Samru, la princesa católica de Sardhana, le fue otorgado a su ancestro Jan-Fishan Khan durante la época de la soberanía británica en la India. Su madre es de etnia Indo-parsi.
Tahir Shah es el hijo de conocido maestro sufí y escritor Idries Shah, y el nieto del escritor y diplomático Sirdar Ikbal Ali Shah. Su hermana mayor es la premiada escritora y documentarista Saira Shah. También tiene una hermana gemela, Safia Nafisa Shah.
Nacido y educado en Gran Bretaña, Shah dice que desde chico fue alentado desde temprana edad a nunca seguir al rebaño, y a esforzarse por conseguir originalidad. Su padre creía firmemente que la educación era mucho más que simples lecciones de escuela, y que era algo que continuaba luego de la niñez durante toda la vida de uno. Este sentido de una búsqueda de conocimiento está presente en todos los trabajos de Shah, más notoriamente en su literatura de viajes. 
Tahir Shah fue educado en la Escuela Bryanston, en Dorset, Inglaterra, y en universidades de Londres, Nairobi y San Diego. Dejó Londres para instalarse en Marruecos en 2003. Actualmente vive en Casablanca con su esposa Rachana, y sus dos hijos, Ariane y Timur, en una gran casa llamada Dar Khalifa (la casa del califa), construida en el medio de un caótico barrio de chabolas.

## Obra
Tahir Shah es autor de más de una docena de libros y de varios documentales. También escribe introducciones (o prólogos), artículos académicos para periódiccos y revistas, y crónicas/reseñas de libros para periódicos como el Washington Post.
Los libros de Shah han sido editados en más de doce idiomas y publicados a través de más de cuarenta ediciones. Sus documentales han sido emitidos en el National Geographic Channel, Channel 4 de Gran Bretaña, Canal Cinco y el History Channel, como también en Cines alrededor del mundo.

### Libros
Sus trabajos escritos son (en orden de publicación)
- 1991 The Middle East Bedside Book  (actualmente solo disponible en inglés)
- 1993 Investigación Cultural (actualmente solo disponible en inglés)
- 1995 Beyond the Devil's Teeth  (actualmente solo disponible en inglés)
- 1998 Aprendiz de Brujo
- 2001 Un Rastro de Plumas
- 2002 In Search of King Solomon's Mines  (actualmente solo disponible en inglés)
- 2004 House of the Tiger King  (actualmente solo disponible en inglés)
- 2006 La Mansión del Califa
- 2008 In Arabian Nights  (actualmente solo disponible en inglés)
- 2011 Travels With Myself: Collected Work  (actualmente solo disponible en inglés)
- 2012 Timbuctoo  (actualmente solo disponible en inglés)

En el libro The Middle East Bedside Book (1991), Shah examina los mundos árabes e islámicos a través de su literatura y folklore.
Beyond the Devil's Teeth, el primer cuaderno de viaje tradicional escrito por Shah publicado en 1995, es la narración de un viaje épico a través de África, India y gran parte de América Latina. El libro sigue el concepto geológico de un viejo y antiguo supercontinente conocido como Gondwana, enganchando la idea a una primitiva tribu aborigen, conocida como los Gonds, alguna vez fuerza dominante en la India central.
El Aprendiz de Brujo (1998) es un relato de la iniciación de Shah en el mundo de los magos-gurús-santones de la India.
Un Rastro de Plumas (2001) es una investigación acerca de la idea de que el hombre pudo haber sido capaz de planear en el aire – aunque de una manera muy primitiva – en tiempos remotos. Luego de haber leído en un manuscrito español que “los Incas volaban sobre la jungla como pájaros,” Shah fue a comprobar cuánta verdad había por allí que pudiera haber inspirado a un monje conquistador español a escribir sobre tal asunto. Luego de un viaje hacia el corazón del Amazonas del Perú, donde se encuentra el mundo de la tribu Shuar, llegó a la conclusión que los Incas tomaban un poderoso alucinógeno llamado ayahuasca, el cual induce una sensación de un vuelo imaginario.
El siguiente libro de Shah, In Search of King Solomon's Mines (2002), es la crónica de un viaje a Etiopía. Obsesionado desde pequeño con la ubicación de la fuente de la asombrosa riqueza del Rey Salomón, Shah viajó hacia Etiopía, al cual equiparó con la tierra bíblica de Ophir.
House of the Tiger King (2004) fue el resultado de un viaje de diecisiete semanas a través de la jungla Madre de Dios, Perú, en busca de la ciudad perdida de Paititi. El libro abarca temas como la importancia de la búsqueda de una ciudad perdida y su hallazgo. Fue seleccionado para ser leído en la BBC Radio 4, durante el segmento "Libro de la semana".
Cansado de vivir en un departamento en Londres, Tahir Shah se mudó a Marruecos, junto a su esposa y sus dos pequeños hijos, donde compró una mansión en ruinas en Casablanca, ubicado en el medio de un enorme barrio de chabolas. La Mansión del Califa relata los altos y bajos que implica integrarse a una nueva vida, y los exorcismos para liberarse de los Djinn que habitan en la casa que hoy llaman hogar. El libro fue nombrado por la revista Time como uno de los mejores diez libros del año. También fue seleccionado para ser leído en la BBC Radio 4, durante el programa/segmento "Book of the Week".
In Arabian Nights (2009), examina el rol que los cuentos e historias tradicionales juegan en al transmisión de valores e información, especialmente en las sociedades orientales, y continúa su relato sobre su vida en Marruecos. 
Travels with Myself: Collected Work (2011) es una selección de escritos sobre sus viajes a lugares como África, Asia y América Latina, creados durante un período de veinte años. 
El último trabajo de Shah, Timbuctoo (2012) es un relato ficcionado acerca del verídico viaje hacia Timbuktu, que realizó el analfabeto marinero norteamericano Robert Adams, y su postrera llegada al Londres del período de la Regencia. 

### Introducciones y Prólogos
Shah también ha escrito introducciones y prólogos para varios libros: algunos sobre viajes, otros sobre Marruecos y los Genios/Djinn.
- Viajes con un tangerino-tras las huellas de Ibn Battuta (Alianza Literaria en Castellano-The Folio Society en Inglés) editado por Tim Mackintosh-Smith
- Legends of the Fire Spirits, de Robert Lebling
- The Flying Carpet, de Richard Halliburton
- The Glorious Adventure, de Richard Halliburton
- Seven League Boots, de Richard Halliburton
- The Café Clock Cookbook, de Tara Stevens
- A Moroccan Journey, de Eric Mannaerts

### Reseñas de Libros
Shah también escribe reseñas para grandes publicaciones como The Washington Post, The Guardian, y The Spectator.
- Reseña de Miracle in the Andes (Milagro en los Andes) de Nando Parrado con Vince Rause en The Washington Post
- Reseña de Henry Salt de Deborah Manley y Peta Rie (enlace roto disponible en Internet Archive; véase el historial, la primera versión y la última). en The Spectator
- Reseña de Arabian Sands (Arenas de Arabia) de Wilfred Thesiger en la sección My Favourite travel book, by the world's greatest travel writers (Mi libro de viajes favorito, de los mejores escritores de viajes del mundo) en The Guardian
- Reseña de The Black Nile de Dan Morrison en The Washington Post
- Reseña de The Foreign Correspondent de Ryszard Kapuscinski en The Washington Post
- Reseña de The Last Empty Places de Peter Stark en The Washington Post
- Reseña de The River of Doubt de Candice Millard en The Washington Post
- Reseña de The Woman Who Fell From the Sky de Jennifer Steil Archivado el 10 de octubre de 2013 en Wayback Machine.

### Documentales
Los principales que han sido presentados por Shah incluyen:
- The Search For King Solomon's Mines (todos disponibles con subtítulos en español en YouTube)
- House of the Tiger King
- Search For the Lost City of Gold
- Search for the Lost Treasure of Afghanistan

Además de la escritura y la realización de documentales, Shah escribe guiones y es coautor de Journey to Mecca, un film en formato IMAX que relata el primer viaje hecho por Ibn Battuta a la Meca, para cumplir con el Hajj, en 1325. También brinda charlas corporativas como invitado, focalizadas en solucionar problemas y liderazgo, y asegura en su sitio web que ha trabajado de esta manera para Shell Petroleum y Procter and Gamble. Además, hace reseñas y críticas para distintos tipos de medios en ambos lados del atlántico, y escribe piezas para la radio, como "The Journey", la cual fue leída en la BBC Radio 3.

### Videos
Shah es uno de los escritores que más utiliza YouTube para compartir con sus lectores. Todos los documentales hechos por Shah están disponibles como listas de reproducción en su canal de YouTube, tahirshah999. También ha creado varios videos sobre diferentes tópicos: el oficio de escribir, Timbuctoo, Nasrudín, su mansión del Califa, y los genios/djinn que están viviendo en su casa. También ha hecho videos en los cuales él mismo comenta cada uno de sus libros, como también lecturas de extractos de su obra. Subtítulos en castellano en progreso.
- "Tahir Shah's guide to Casablanca" (sin subtítulos)

### Artículos
En los años previos a inclinarse directamente por a escritura de libros, Shah escribió un gran número de crónicas en artículos para revista, resaltando las vidas de aquellos que no tienen voz en la sociedad actual, especialmente de las mujeres. Estas incluyen artículos sobre mujeres en el corredor de la muerte, viudas que retiraban minas en Camboya, las vidas atrapadas de los trabajadores en condiciones de servidumbre en la India, y las estaciones de policía en Brasil, solo para mujeres, conocidas como “Delegacia da Mulher” (Estación de policía de la Mujer). Sigue escribiendo artículos periodísticos, especialmente dirigidos a aquellas causas que él cree que merecen la atención del público. 

## Influencias
Shah considera a la amiga de la familia, Doris Lessing como una influencia clave, como también lo es su tía Amina Shah – ambas ahora nonagenarias. Además, Shah mantiene un contacto amistoso y cercano con un número de escritores de viaje y novelistas entre los cuales está Robert Twigger, Tarquin Hall, Jason Webster, Rory Maclean, Jason Elliot y Marcel Theroux. El mismo Shah ha escrito sobre su fascinación por el trabajo de Bruce Chatwin, especialmente su libro Los Trazos de la Canción, como también por muchos clásicos exploradores del siglo diecinueve como Samuel White Baker, Heinrich Barth y Sir Richard Burton. Tuvo una estrecha amistad con Wilfred Thesiger, a quien consideró como un mentor y una fuente de inspiración.
Idries Shah, el padre de Shah,  fue un amigo muy cercano del poeta y escritor Robert Graves, quien durante varios años intercambió cartas con Spike Milligan, polifacético artista de origen irlandés/inglés. Un resumen con lo mejor de dicho intercambio epistolar fue luego publicado en un libro llamado Dear Robert, Dear Spike. Poco después del nacimiento de Tahir Shah, en una carta fechada el 6 de febrero de 1967, Robert Graves le escribió a Spike Milligan: “Puede ser que tenga que viajar en un par de semanas para ayudar a dos pequeños afganos/árabes llamados Tahir Shah Sayed y su hermana melliza cuyo nombre es tan hermoso que lo olvido. Él es el más cercano a Mahoma en una línea de descendencia directa de todos los bebés árabes que existen. No es Tahir un nombre espléndido.”
Puedo escuchar 'Tahir, Tahir'

Fuerte y claro

Gritado en todo el camino desde Kabul

Sin el menor esfuerzo.”
Localmente la palabra Kabul se pronuncia para que rime con el original en inglés trouble,  y no con el vocablo bull, y en dicho libro el apellido Shah está erróneamente escrito como 'Shar'.

## Género
La gran mayoría de los libros de Shah pueden ser considerados como literatura de viajes, con la excepción de su último libro editado en 2012, Timbuctoo. En una entrevista reciente, Shah comentó que “no estoy seguro si realmente yo fui quien eligió, o si fui elegido. Durante mi adolescencia y también durante mis veinte y pico viajé mucho por fuera de la ruta señalada, y comencé a escribir sobre mis experiencias.”

## Temas
Si bien la mayor parte de la obra de Shah es de no-ficción, en ocasiones ha difuminado los límites entre la realidad y la fantasía. Una y otra vez, se refiere a la idea de que nada es lo que parece, teniendo en cuenta a su materia en formas que otros autores quizá han perdido. Ha recibido su dosis de críticas y como respuesta a la crítica sobre su tendencia hiperbólica, Shah se mantiene fiel a su mensaje que la realidad en general es más bizarra que la ficción. Un defensor de la idea de que cualquiera puede ser un explorador, durante diez años Shah ha convencido a cualquiera que parta en una expedición exploratoria – sea para buscar una ciudad perdida o un tesoro oculto. Su libro House of the Tiger King (y el documental homónimo) y el film Afghan Gold, consideran la búsqueda de aquello que se ha perdido – una ciudad perdida y un tesoro perdido, respectivamente.

## Estilo literario
El estilo de Shah es uno de prosa simple y humor abrumador, esforzándose en educar e informar a sus lectores mientras al mismo tiempo entretenerlos. De tal forma, uno podría relacionar el trabajo de Shah con el recurso literario desplegado en varios de sus libros por su padre, Idries Shah, quien se servía del sabio-tonto Mula Nasrudín, para ilustrar profundas ideas sobre el entendimiento humano. 

## Postura literaria
En una entrevista reciente, Shah afirma que el oficio de escribir es “una habilidad que tienes que afilar y perfeccionar, y solo después de un tiempo llegas a cierto nivel de capacidad … como ocurre con un carpintero o cestero. Mucha gente que me escribe, gente que quiere escribir, quieren un atajo … y no hay atajos para realmente aprender un oficio, un arte.” Shah tiene poca paciencia con escritores que permiten que el ego se vaya fuera de control: “no me gusta mucho hablar sobre el oficio de escribir porque lo veo como un oficio y algo que haces, en vez de algo sobre lo cual hablas monótonamente sin sentido. No soporto cuando los escritores se vuelven engreídos. Me vuelve LOCO.”
Shah ha sido mordaz con los intelectuales, ridiculizando a aquellos escritores que se pasan el tiempo yendo de un festival literario al otro. “Tengo una tendencia a evitar los festivales literarios y cosas por el estilo, porque usualmente están repletos de autores que se felicitan mutuamente.” “No somos otra cosa que tejedores de canastas”, ha dicho, “y a partir del momento que dejamos de tejer canastas, y en cambio comenzamos a hablar de nuestro trabajo, hemos perdido nuestro propósito.” Shah ha sostenido que “ no hay nada más importante para un escritor que escribir para sí mismo, y nada más vacuo que un autor que cree la publicidad lanzada por el publicista”. Esta perspectiva fue estimulada en él por dos de sus mentores, Sir Wilfred Thesiger y Doris Lessing.
Cuando escribe, Shah se atiene a un rígido programa de trabajo: “Al libro lo escribo bastante rápido. Por lo general escribo entre 3.500 y 4.000 palabras por día, todos los días hasta que esté terminado. Sin recesos. Y casi no me levanto de la silla hasta que la dosis de palabras esté completa. Tengo que mantener la presión. Pero eso es lo que funciona para mí.”

## Expediciones
Shah ha encabezado numerosas expediciones, relatando con detalla las peripecias de muchas de ellas en libros y documentales. También ha brindado varias conferencias sobre el liderazgo en la junga y el desierto. Las principales expediciones de Shah son:
- Expedición Nyiragongo, Congo (1987)
- Trans África (1988)
- El Viaje de la Macumba, Amazonas brasileño (1989)
- Expedición Costa Esqueleto, Namibia (1993)
- Operación Shuar, Alto Amazonas, Perú (1999)
- Expedición Afar, Etiopía (2000)
- Expedición Rey Tigre, Madre de Dios, Perú (2001)
- Expedición Aryan, Afganistán (2005-6)
- Operación Tíbet, Tíbet (2009)
- Expedición Jemer, Camboya (2011)

## Encarcelamiento en Pakistán
En julio de 2005 (una semana después de los atentados del 7 de julio en Londres) Shah y dos colegas de la productora londinense Caravan Films fueron arrestados en Peshawar, en la frontera pakistaní provincial noroeste, y mantenidos en una prisión de tortura bajo régimen de aislamiento, sin cargos. Durante la mayor parte del tiempo estuvieron esposados, desvestidos hasta casi la completa desnudez, y los ojos vendados. Luego de dieciséis días de interrogatorios llevados a cabo en un cuarto de tortura totalmente equipado, Shah y sus colegas fueron liberados. El gobierno pakistaní reconoció que no habían hecho nada incorrecto. Tahir Shah brindó una entrevista que fue transmitida por el británico Channel 4 News, y publicó un artículo en el periódico británico Sunday Times, en el cual relataba la penosa experiencia. Shah ha manifestado públicamente que sigue sintiendo afecto por Pakistán, a pesar del áspero trato que tan él como su equipo de filmación recibieron de parte del servicio secreto pakistaní. Dicha custodia ilegal los hizo merecedores de una mención en el reporte realizado por el Departamento de Estado de los Estados Unidos sobre las prácticas de derechos humanos de Pakistán. Tal historia volvió al candelero cuando en julio de 2008, un miembro del parlamento británico aseguró que el mismo gobierno británico había externalizado o tercerizado la tortura de ciudadanos británicos con agencias de seguridad pakistaníes.

## Puente entre Oriente y Occidente
Tahir Shah también es un promotor de lo que él mismo llama “Puente entre Oriente y Occidente”. En las postimetrías de los atentados del 11 de septiembre de 2001 en los Estados Unidos, Tahir Shah comenzó a invertir una gran cantidad de tiempo y energía en establecer y promover un “puente cultural” hecho por aquellos que como él mismo, son tanto de Oriente como de Occidente. Un ejemplo de tal trabajo es la Fundación Qantara (de “qantara” que significa “puente” en árabe). Ël ha hablado y escrito sobre la idea de la responsabilidad que gente como él tiene, en mostrarle el Oriente a Occidente, y el Occidente al Oriente,” resaltando la herencia cultural común que ambos tienen, trabajando hacia una meta en común. Quizá el interés más grande que Shah tenga dentro del asunto Oriente-Occidente sea probablemente el legado de la ciencia en el islam del Medioevo, y su rol en haber creado una fundación, una base para el Renacimiento. Ha dado conferencias sobre el tema y cree firmemente en la importancia de llevar la atención hacia los eruditos poetas científicos de la era de oro del Islam.

## Primavera Árabe y Malí
Shah ha publicado numerosos artículos en medios internacionales sobre la Primavera Árabe, y también apareció en radio y televisión, para discutir la situación en el norte de África entre otras. Con base en Marruecos, Shah ha estado en una posición justa para explicar el occidente a oriente y viceversa, de una forma única, utilizando su herencia que es tanto de oriente como de occidente. Un admirador indcondicional del Rey de Marruecos, Mohammed VI, ha pedido públicamente que otras naciones árabes e islámicas sigan el ejemplo de Marruecos y su modelo de tolerancia. Recientemente, Shah ha estado a la vanguardia llevando la atención del mundo a la destrucción de Malí y su preocupante situación humanitaria. El cree que allí la situación está fuera de control como resultado directo de la caída del gobierno del coronel Muamar el Gadafi y la desintegración de las estructuras de poder que antes había en Libia.
El interés de Shah por Malí, el cual comenzó durante su investigación para el lanzamiento en 2012 de su libro Timbuctoo, lo ha transformado en un experto en la situación actual del país, el cual ha sufrido inestabilidad política desde comienzos del 2012. Shah resaltó en primer lugar la gran riqueza cultura de la ciudad en su artículo de 1995 “The Islamic Legacy of Timbuktu”, la cual era un prominente centro de aprendizaje Islámico durante los siglos XV y XVI. Shah llevó este año nuevamente la atención a dicha ciudad luego de la destrucción de su gran patrimonio cultural por parte de un grupo radical islámico, Ansar Dine, el cual tiene vínculos con Al Qaeda. 
Shah ha sido invitado a participar del show Today, de la Radio 4 de la BBC, en The Hub de la BBC World News, y la Radio Nacional de Australia para ayudar a que el público en general tome consciencia de la situación actual. Su artículo para Newsweek de septiembre, de cinco páginas de extensión, desmenuzó los eventos recientes uno a uno en un intento de clarificar la situación para los lectores. También fue entrevistado sobre si Malí se está transformando en otro Afganistán y si Al Qaeda en Malí es una amenaza para occidente.

## Auto publicación o Publicación independiente
Luego de haber publicado un buen número de libros a través de editoriales tradicionales, entre las cuales figuran John Murray y Random house, Shah dio el salto a la auto-publicación en 2011 con su libro en formato impresión bajo demanda Travels with Myself, que fue publicado usando Lulu.com. Luego llevó sus esfuerzos de publicación independiente un paso más lejos en 2012 con el lanzamiento de Timbuctoo, una edición limitada de tapa dura que fue diseñada por su esposa, Rachana.
Shah ha estado a la vanguardia de la defensa de trabajos autopublicados de alto perfil por parte de autores establecidos, y ha sido crítico con lo que él ve es un modelo de publicación tradicional en desintegración. Se ha pronunciado sobre tal tema a través de varios videos en su canal de YouTube, tahirshah999. En esencia, él cree que las enormes empresas “oligárquicas” editoriales se están llevando toda la gloria y todo el dinero, y están controlando aquello que los autores tienen “permitido” hacer con sus libros. A pesar de que la mayoría de las editoriales quieren solamente un libro de un escritor, cada dos o tres años, Shah insiste que la mayoría de los escritores puede producir mucho más que eso, implicando que al pasar por el modelo tradicional de las editoriales, el autor es retenido para que no produzca más libros. Shah llama “Un Mundo Feliz” al nuevo modelo de auto-publicación, en el cual los escritores están yendo 200 años atrás en el tiempo hacia los comienzos de las ediciones y publicaciones, cuando los autores publicaban ellos mismos sus propios libros.
Luego de una reciente entrevista otorgada en el marco del Festival del Libro en Wigtown, Shah comenta claramente que los editores de libros ignoran deliberadamente los avances tecnológicos recientes: "Realmente me saca de quicio que (las editoriales) no hayan visto a los pobres bastardos de la industria discográfica cerrando la puerta detrás de ellos...las editoriales han perdido la trama...la tecnología ha progresado, y la gente quiere cosas diferentes, y ha habido una gran presión que llega a través de internet, principalmente vía amazon. El modelo de edición está cambiando y sucede ahora, pero la mayoría de las editoriales están asustadas, no saben cómo enfrentar y aceptar tal desafío." 

## Caza del tesoroTimbuctoo
Inspirado por la leyenda que hablaba de Timbuctoo como una ciudad hecha de oro, Shah ha escondido cuatro tesoros dorados alrededor del mundo. Las claves para localizarlas están escondidas dentro de la edición limitada del libro y en el sitio web de Timbuctoo. Los tesoros, que consisten en cuatro cabezas del África occidental, hechas en bronce cubiertas de láminas de oro, han sido enterrados en Europa, las Américas, Oceanía y África. Utilizando las pistas codificadas en el libro, y otras en el sitio web, los descifradores de códigos tendrán la chance de ganar una de las cabezas doradas. Al utilizar un GPS en sus celulares o iPads, los buscadores de tesoros pueden precisar con exactitud la ubicación de cada tesoro. Shah creó un video al estilo de Indiana Jones para promocionar el ocultamiento de la primera cabeza.

## Membresías
Shah es miembro de varias organizaciones en Gran Bretaña:
- Royal Society of Literature
- Royal Society for Asian Affairs
- The Eccentric Club
- The Athenaeum Club
- The Royal Humane Society (Life Governor)

## Próximos Proyectos
Scorpion Soup (en producción). Un cuento dentro de un cuento, el libro es inspirado por Las Mil y una Noches, en su uso como un cuento que sirve como un gran marco para otras historias. Un relato conduce hacia el otro, llevando al lector a través de numerosos niveles. Shah ha explicado que la idea derivó en parte de su fascinación con Las Mil y una Noches, como también su amor por el libro de su abuelo La Travesía Dorada – en el cual compañeros de viaje hacia La Meca cuentan sus propias historias.
Hannibal Fogg and the Supreme Secret of Man (en producción). Un épico trabajo de ficción, Shah escribió Hannibal Fogg en 2009, con la intención de “crear un personaje que pudiese satisfacer su propia obsesión con 'lo obscuro, lo fantástico, y todos aquellos lugares en los cuales estuvo pero sobre los cuales jamás habló'”.
The House of Wisdom (en producción). Habiendo dictado conferencias sobre el legado de la ciencia árabe, shah ha aprovechado cada oportunidad para llevar la atención hacia la extraordinaria influencia que la ciencia árabe – desde el califato abasí, llamada la Edad de Oro del Islam-  ha tenido sobre el desarrollo de la ciencia y el know-how occidental.  Nombrada en honor a Bayt Al Hikma, The House of Wisdom o Casa de la Sabiduría (link wiki), es un trepidante libro de suspenso que tiene en cuenta el rol de los roles de la ciencia árabe y los grandes eruditos y polímatas de los tiempos del califato abasí.

## Galería

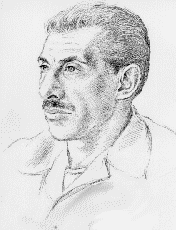
Sayed Idries Shah (padre)
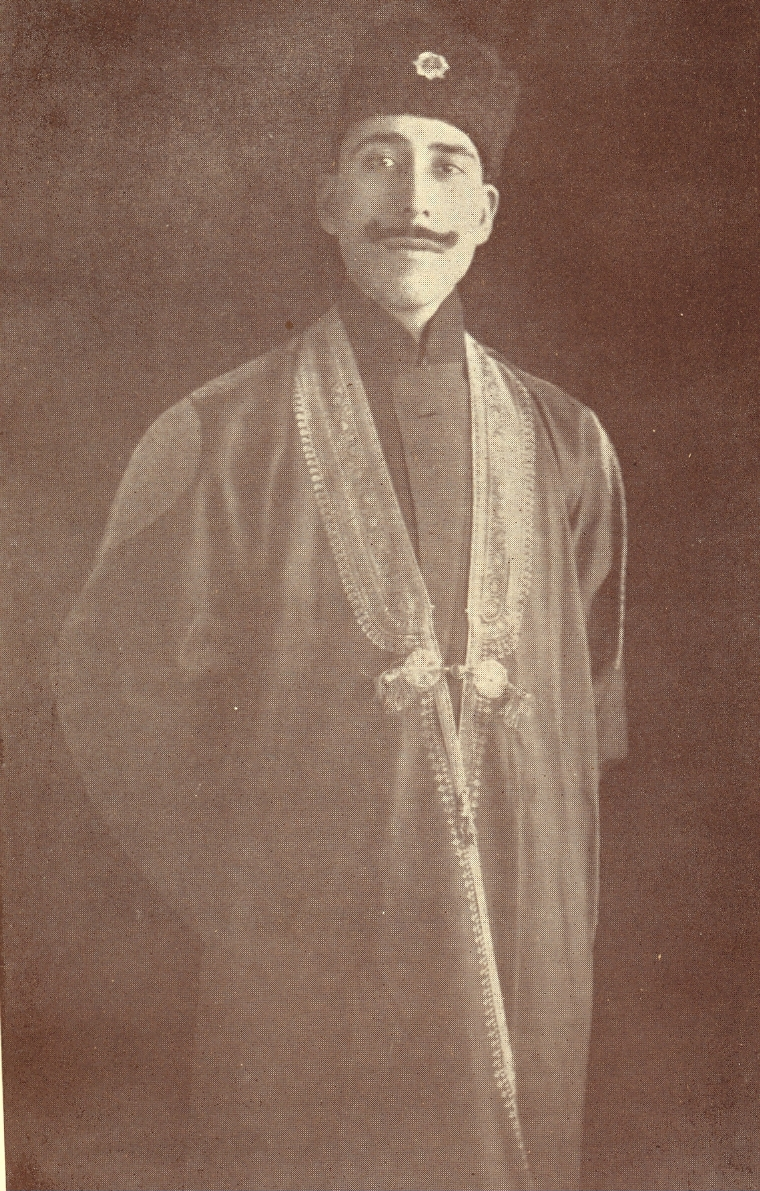
Sirdar Ikbal Ali Shah (abuelo)
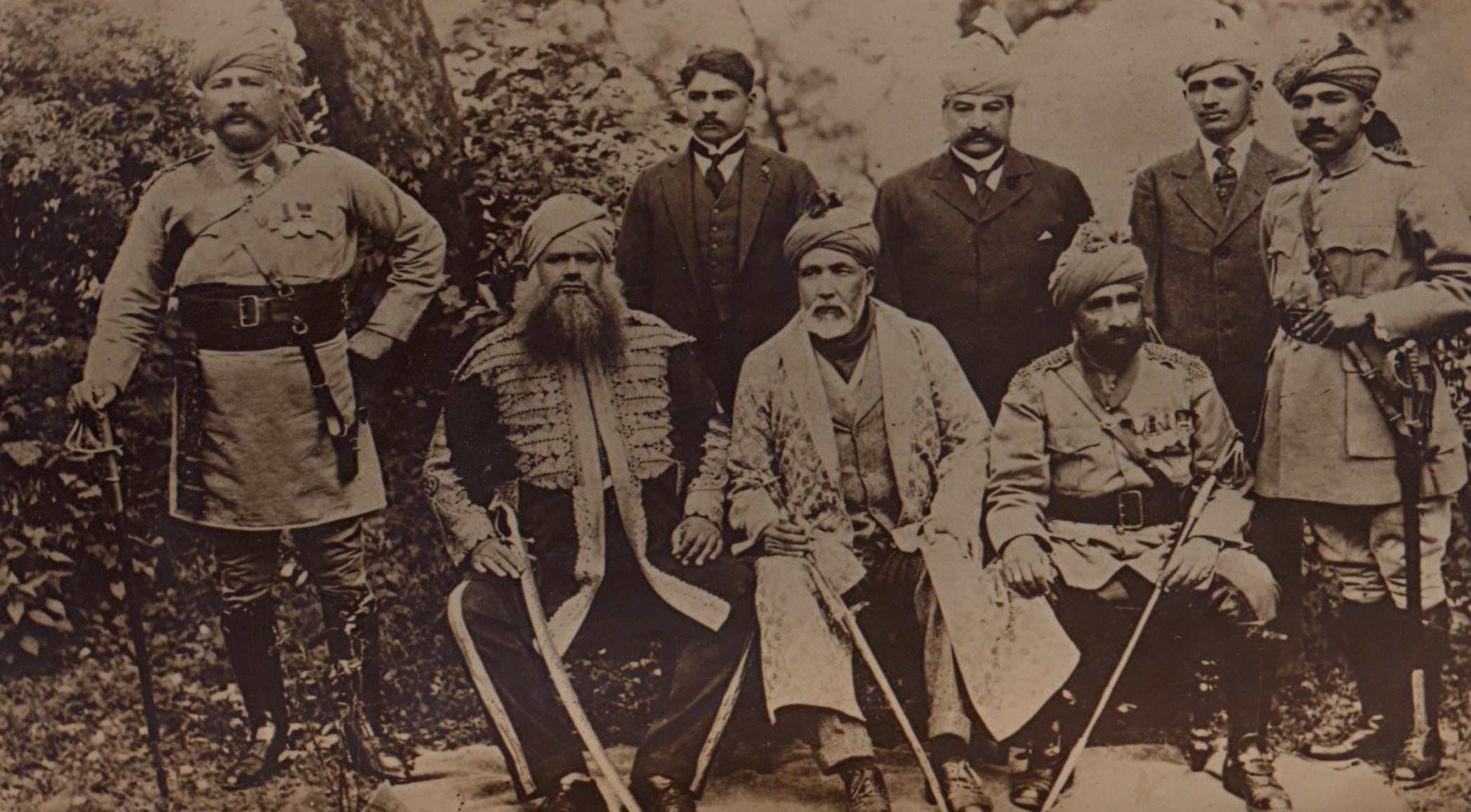
Nawab Amjad Ali Shah (sentado, al centro) (bisabuelo)
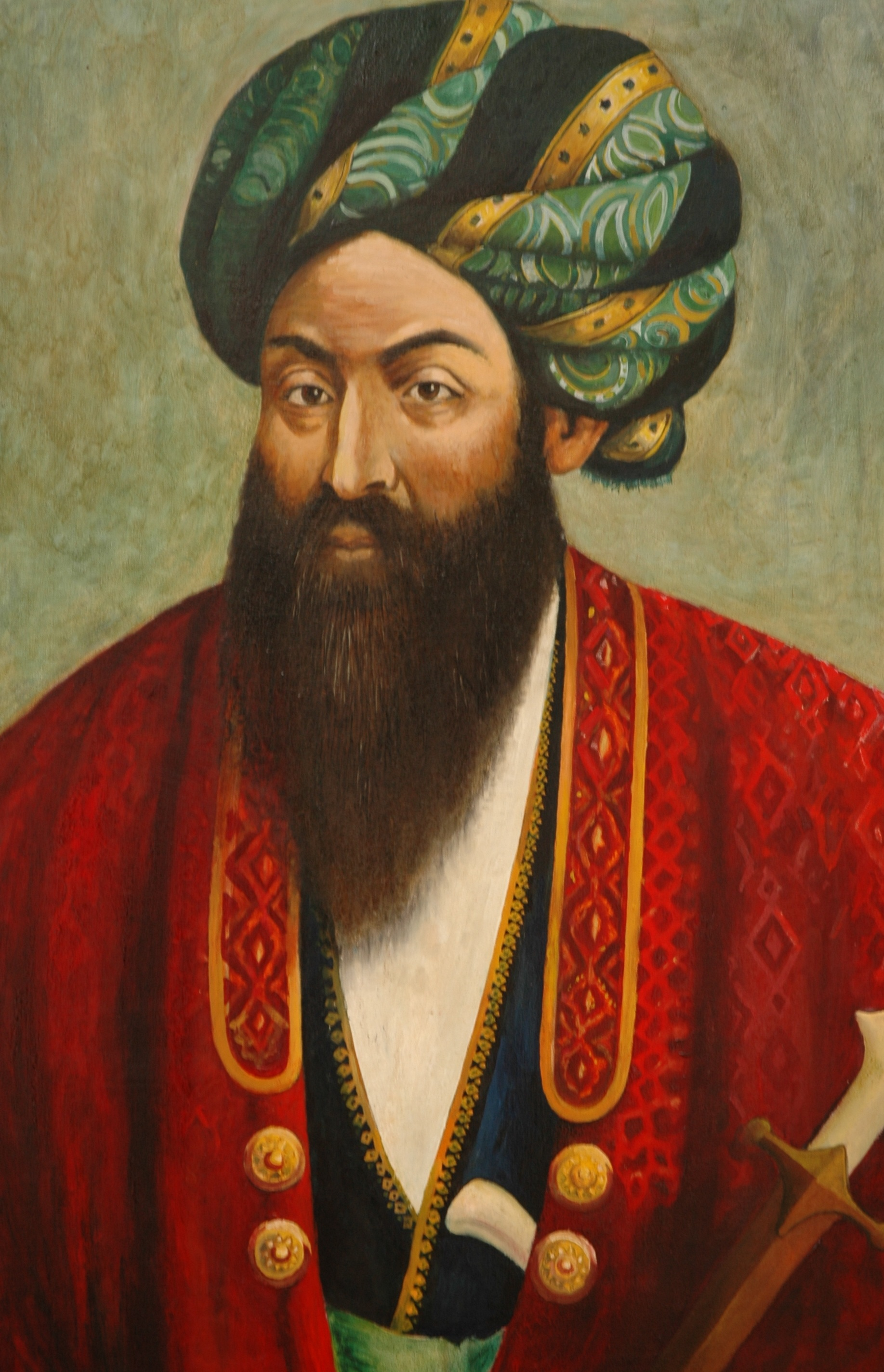
Jan Fishan Khan (padre del tatarabuelo)